# جلال شباهنگی
جلال شباهنگی (۲۴ آذر ۱۳۱۴ – ۲۶ مرداد ۱۴۰۲) گرافیست، نقاش، مجسمه‌ساز و همچنین استاد دانشکده هنرهای زیبا دانشگاه تهران و عضو پیوستهٔ فرهنگستان هنر ایران بود.

## زندگی‌نامه
شباهنگی فارغ‌التحصیل دانشگاه ایالتی سن‌خوزه در ایالت کالیفرنیا آمریکا و دارای درجهٔ کارشناسی ارشد طراحی گرافیک و نقاشی معاصر و کارشناسی تبلیغات گرافیکی از این دانشگاه بود.
او در سال ۱۳۴۷ به عضویت هیئت علمی دانشکدهٔ هنرهای زیبا درآمد و در سال ۱۳۸۱ بازنشسته شد. وی در کنار بیش از سی سال تدریس در سطوح مختلف به عنوان استاد و دانشیار در دانشگاه تهران، در دیگر دانشگاه‌ها و دانشکده‌های هنر از جمله شاهد، شریعتی، سوره و الزهرا نیز سابقه تدریس داشته و از استادان و هنرمندان پیشرو در عرصه هنر نقاشی و گرافیک معاصر ایران محسوب می‌شود. او عضو شورای تحصیلات تکمیلی گروه هنرهای تجسمی دانشکده هنرهای زیبای دانشگاه تهران و همچنین عضو و نماینده دانشگاه تهران در طرح و برنامه‌ریزی وزارت علوم، تحقیقات و فناوری در بخش هنر و عضو پیوستهٔ فرهنگستان هنر بود.
جلال شباهنگی به ساخت حجم‌های شیشه‌ای معروف به Blowing Glass در ایران و مورانو ایتالیا پرداخته که حاصل کارهای او مجموعه‌ای ویژه در حوزهٔ حجم‌سازی به حساب می‌آید و طرفداران ویژه‌ای در تمام دنیا دارد.
در آثار شباهنگی سه واژهٔ باغ و دشت و درخت به عنوان نشانه‌های واحد از ریتم و ساختار، ترکیب دو ساحت عینی و غیر عینی و روابط عمودی و افقی و نحوهٔ قرارگرفتن فضای مثبت و منفی را جلوه‌گرند. او در آثار نقاشی‌اش با استفادهٔ ویژه از الوارهای رنگی نرم و نگاه ویژه و متمایز دید در پرسپکتیو، و باور بلوغ‌یافته‌ای که از تجربه‌های متعدد و متنوعش بر می‌آید، درجستجوی عناصر در عین تجلی، به ارزش درونی عناصر توجه می‌کند. وفاداری و اصرار ویژه به روش و بیانی خاص، نشانه‌های متمایز این هنرمند است و بیانی دراماتیک و شاعرانه و موسیقی دل‌انگیز سرزمین و جهان ویژه ترجمان عاطفی و تصویری وی از جهان است.
آنچه که در آثار او بیش از همه جلب توجه می‌کند، فضا و منظری است که به‌طور پیوسته در بسیاری از آثار وی به‌عنوان مضمون استفاده می‌شود. به بیان دقیق‌تر، موضوع فضا و منظر کویری خواهد بود که یکی از عناصر مشخص و متمایزکنندهٔ آثار شباهنگی است. درواقع در این خصوص او یک نقاش مؤلف است. کویر در آثار او سنگین نیست، برعکس، یک زیبای شفاف است. از این جهت گاهی احساس می‌شود که با سنت نقاشی ایرانی هم ارتباط می‌گیرد. گویا خاک در افلاک است. هبوط و عروج در هم امتزاج یافته‌اند. شاید این شفافیت کم‌نظیر نقاشی‌های او به دلیل تجربهٔ وی با شیشه باشد. کارهای شیشهٔ او مولفانه است. به‌خصوص هنگامی که او شروع به این کار کرد. به همین دلیل نقاشی‌ها از شفافیت و سیالیت برخوردارند. نور و رنگ در خدمت این مضامین قرار می‌گیرند. نور نقش مهمی را در انتقال احساس در این نقاشی‌ها ایفا می‌کند. یکی دیگر از ویژگی‌های کویرهای شباهنگی، رنگ‌های آنهاست.
نقاشی‌های شباهنگی ما را به تجربه‌ای تازه از کویر دعوت می‌کنند، تجربه‌ای سرشار از آرامش و زیبایی، نرمی و گرمی. کویرهای او سرشار از لایه‌های تودرتو است که ما را به نگرشی دعوت می‌کند تا بتوان به رازهای زمین پی برد، با دانه‌های شن هم‌صحبت شد و از این دانه‌ها به ستاره‌های کهکشان پل زد.
در سال ۱۳۸۰ همزمان با دوسالانه هفتم گرافیک ایران و به همت مرتضی ممیز، از جلال شباهنگی تجلیل به عمل آمد. همچنین معاونت فرهنگی و هنری فرهنگستان هنر، هم‌زمان با برگزاری نمایشگاه مروری بر آثار جلال شباهنگی، از نیم قرن زندگی و تلاش هنرمندانه او تجلیل در فرهنگستان هنر تجلیل کرد که با حضور استادان و هنرجویان این استاد، در سالن اجتماعات فرهنگستان هنر در ۱۰ دی ۱۳۹۷ برگزار شد.
جلال شباهنگی ۲۶ مرداد ۱۴۰۲ پس از مدتی بیماری درگذشت.

## شباهنگی از منظر دیگران
مرتضی ممیز دربارهٔ شباهنگی نوشته‌است: «نقاشی‌های جلال شباهنگی آن بخش گمشده از نقاشی معاصر ایران است که تماشاگر ایرانی را به آسانی همراه خود از دوران طبیعت‌سازی به فضا و ذهنیت مدرن امروز دنیا می‌کشاند، بدون آن که تماشاگر طی چنین سفری احساس بیگانگی کند و در فضای مدرن امروز نقاشی دنیا معلق بماند. شباهنگی عیناً خودش را می‌کشد. خودش را که انسانی است گوشه‌گیر اما پرتلاش، زنده و با ذهنیتی باز و امروزی که بدون تکلف و تنها با صفا و با فروتنی زندگی ساده‌ای می‌کند».
آیدین آغداشلو، هنرمند نقاش و منتقد هنری در بزرگداشت جلال شباهنگی در فرهنگستان هنر عنوان کرد: «من این وقت را داشتم در سال‌های دراز، دور یا نزدیک شاهد فعالیت جلال شباهنگی باشم؛ او بخشی از بدنه هنر معاصر ماست. شباهنگی نیاز ندارد فریاد بزند؛ او کسی است که بدون ادعا و تکبر کار خود را کرده‌است. من می‌دانم چقدر هنگام کار لذت برده‌است. من همیشه شیفته منظره‌های شباهنگی بودم که با مهارت و استادی زیاد، خیلی تمیز و دقیق نقاشی شده‌است. فکر نمی‌کنم حرف‌های ضدونقیضی دربارهٔ آثار او به میان بیاید. مهم است بزرگداشت‌ها را دنبال کنیم. من با وجود این که از یک جراحی دشوار جان به در بردم خودم را به این مراسم رساندم که بعدها بگویم من نیز در این خاطره جمعی حضور داشتم. آغداشلو با بیان این که شباهنگی در حد اعلا ثمربخشی داشته‌است، گفت: او آموخته و نوازش کرده‌است و این امر فوق‌العاده‌ای است که حادث شده‌است. او هنرمندی فروتن و صادق است که کار را دوست دارد. هر هنرمندی معنایی کشف می‌کند و آن را شکل می‌دهد. آباد کردن خود هنرمند به‌آباد کردن جهان اطرافش منجر می‌شود. من فکر می‌کنم شباهنگی به درستی و امانت این کار را انجام داده‌است. هم خودش را آباد کرده و هم مردمش را.»

## تألیفات
جلال شباهنگی چندین کتاب ترجمه و تألیف کرده‌است که برخی از آن‌ها عبارتند از:
- اصول طراحی سه‌بعدی. تهران: چشمه.
- خلاقیت در رنگ. تهران: فرهنگان.
- نقاشی‌های جلال شباهنگی. تهران: نظر.

## نمایشگاه‌ها
برخی از نمایشگاه‌های معتبر نقاشی و گرافیک در ایران و جهان که به صورت انفرادی یا جمعی آثار او را به نمایش گذاشته‌اند عبارتند از:
- آمریکا، کالیفرنیا، سال، ۱۳۴۹، مکان: دانشگاه برکلی
- تهران، سال، ۱۳۵۱، مکان: تالار قندریز
- تهران، سال، ۱۳۵۳، مکان: گالری زروان
- آمریکا، کالیفرنیا، سال، ۱۳۵۴، مکان: دانشگاه سن خوزه
- آمریکا، کالیفرنیا، سال، ۱۳۵۴، مکان: دانشگاه وست ولی ساراتگو
- آمریکا، کالیفرنیا، سال، ۱۳۵۵، مکان: موزه هنر تریتون
- تهران، سال، ۱۳۵۶، مکان: گالری لیتو
- تهران، سال، ۱۳۵۷، مکان: دانشگاه تهران
- تهران، سال، ۱۳۶۲، مکان: گالری سیحون
- تهران، سال، ۱۳۶۳، مکان: موزه هنرهای معاصر
- تهران، سال، ۱۳۶۵، مکان: گالری سبز
- تهران، سال، ۱۳۶۸، مکان: گالری گلستان
- تهران، سال، ۱۳۶۹، مکان: موزه هنرهای معاصر
- تهران، سال، ۱۳۷۰، مکان: گالری شهرداری
- تهران، سال، ۱۳۷۰ مکان: اولین بی ینال نقاشان ایرانی، موزه هنرهای معاصر
- تهران، سال، ۱۳۷۱، مکان: موزه هنرهای معاصر
- تهران، سال، ۱۳۷۲، مکان: موزه هنرهای معاصر
- تهران، سال، ۱۳۷۶، مکان: موزه هنرهای معاصر
- تهران، سال، ۱۳۷۷، مکان: موزه هنرهای معاصر
- تهران، سال، ۱۳۷۸، مکان: شهر روم
- تهران، سال، ۱۳۷۸، مکان: گالری فرامرز
- عربستان، سال، ۱۳۷۸، مکان: شهر ریاض
- تهران، سال، ۱۳۷۸، مکان: گالری سعدآباد
- تهران، سال، ۱۳۷۲، مکان: گالری گلستان
- تهران، سال، ۱۳۷۳، مکان: گالری سیحون
- تهران، سال، ۱۳۷۵، مکان: گالری بوشهری
- تهران، سال، ۱۳۷۷، مکان: دانشگاه تهران